# San Antonio de las Arenas
San Antonio de las Arenas är en ort i Mexiko, tillhörande kommunen Zumpango i delstaten Mexiko. San Antonio de las Arenas ligger i den centrala delen av landet och tillhör Mexico Citys storstadsområde. Orten hade 156 invånare vid folkräkningen 2010.